# 鳴門駅
鳴門駅（なるとえき）は徳島県鳴門市撫養町小桑島前浜にある、四国旅客鉄道（JR四国）鳴門線の駅で、同線の終着駅である。駅番号はN10。駅表示パネルのコメントは「うず潮と鳴門金時芋の駅」。
徳島県では最北端の駅である。高徳線の阿波大宮駅とはほぼ同緯度だが、当駅がわずかながら北に位置している。

## 歴史
- 1928年（昭和3年）1月18日：阿波鉄道の撫養駅（2代目）として開業[1]（当時は今より0.2 km池谷よりにあった）。同時に（初代）撫養駅は、ゑびす前駅に改称[3]。
- 1933年（昭和8年）7月1日：阿波鉄道が国有化され、国有鉄道の駅になる[3]。
- 1948年（昭和23年）8月1日：鳴門駅に改称[4]。同時に蛭子前駅を撫養駅（3代目）に改称[4]。
- 1970年（昭和45年）3月1日：200 m延伸して現位置に移動[3]。現在の駅舎はこのとき建てたもの。
- 1983年（昭和58年）10月6日：100 kmまでの近距離乗車券、入場券、および池谷駅から100 kmまでの急行券を発券できる自動券売機が設置され、使用を開始する[5]。
- 1984年（昭和59年）2月1日：貨物営業を廃止[6]。
- 1987年（昭和62年）4月1日：国鉄分割民営化に伴い、四国旅客鉄道（JR四国）の駅となる[3]。
- 2010年（平成22年）10月1日：鳴門駅長を廃止。徳島駅長管理下となる[7]。
- 2019年（令和元年）
  - 6月24日：駅舎耐震工事のため、改札内および改札外の駅舎トイレを閉鎖[8]。
- 2021年（令和3年）
  - 3月15日：みどりの券売機プラスの利用を開始[9][10][11]。
  - 4月1日：みどりの券売機プラスのオペレーターとの接続を開始。
  - 5月31日：みどりの窓口の営業を終了[10][12]。

## 駅構造
島式ホーム1面2線の地上駅。かつては留置線があったが、現在は駐輪場となっている。構造上は東側にしか出られないが、駅北側にある通路によって西側と結ばれている。かつては駅南側に西側と結ぶ跨線橋があった。
駅舎はコンクリート造の平屋建てである。テナントスペースにかつては旅行センター『ワーププラザ』があったが、みどりの窓口が入れ替わりで設置されたため、閉鎖され、一時期ペットショップが入居した後、現在は鳴門市観光案内所（2代目）となっている。かつてはキヨスクがあったが、2011年3月11日をもって営業終了している。
水産物を中心とした貨物営業が行われていたが、民営化前に廃止されている。

### のりば
| のりば | 路線    | 行先                 |
| ------ | ------- | -------------------- |
| 1・2   | ■鳴門線 | 池谷・徳島・阿南方面 |

- 平日朝に池谷駅までノンストップの列車が設定されている。

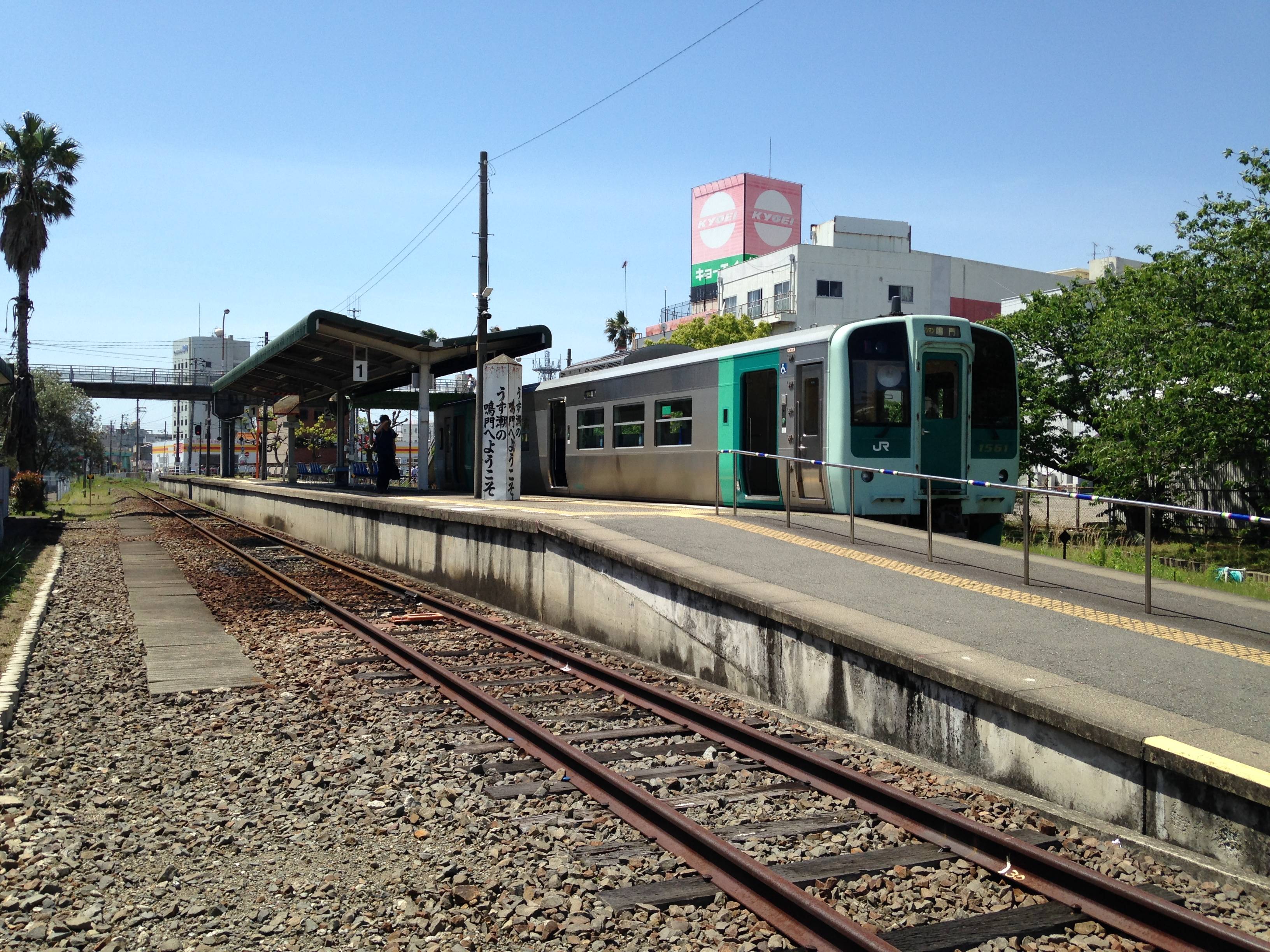
プラットホーム（2016年5月）
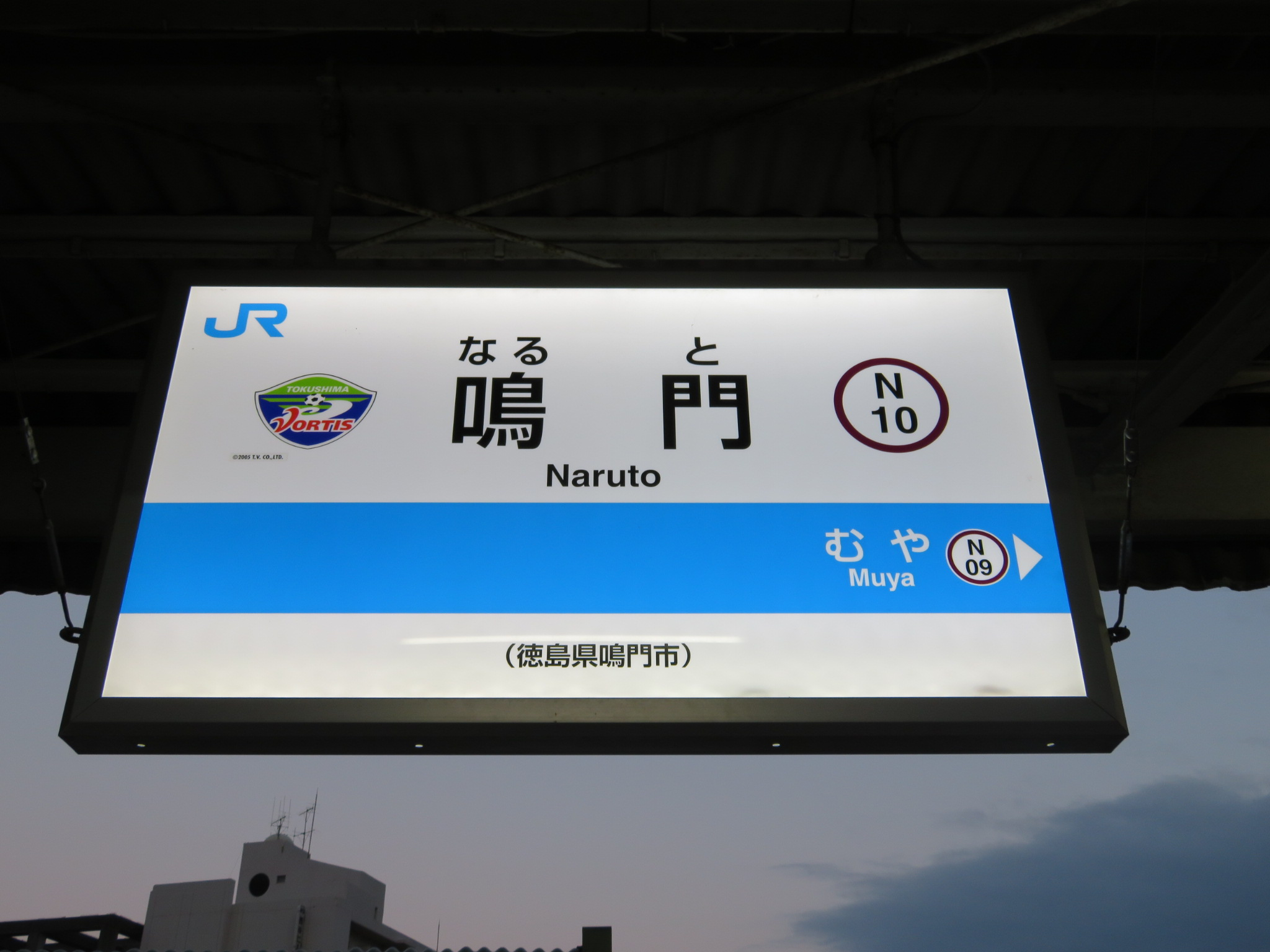
駅名標（2019年1月。「徳島ヴォルティス」のイラストがある）
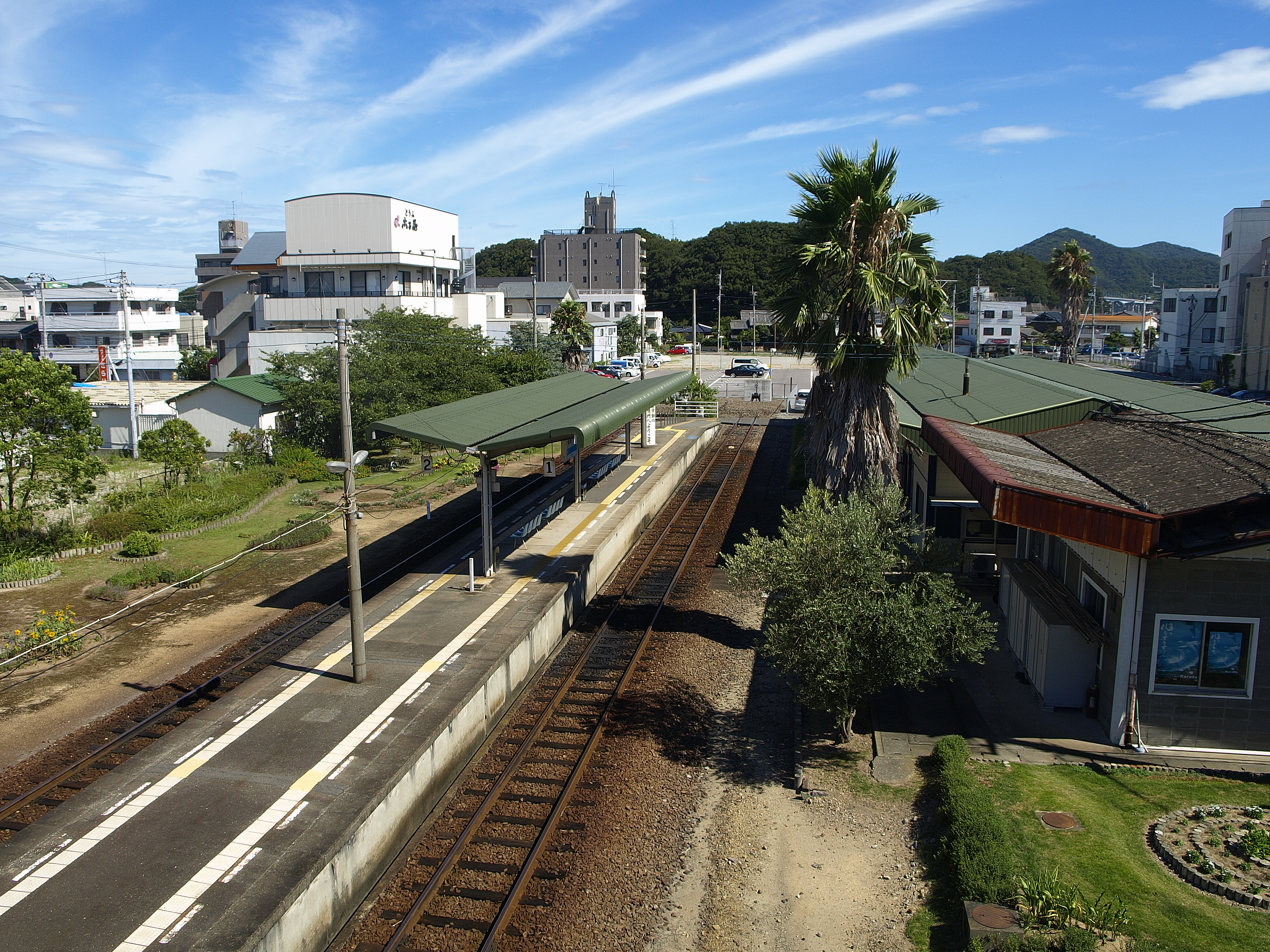
跨線橋より（2010年8月。跨線橋は2017年11月に取り壊されたため、現存しない。西側の留置線跡地は駐輪場となっている）

## 駅業務
直営駅だが、当駅は徳島駅の被管理駅となっているため、駅長はいない。当駅のイベントは徳島駅長が出席する。出札・集札業務、改札業務のほか、駅の清掃などの作業も行っている。
以前は駅窓口にみどりの窓口やマルスが設置されていた。みどりの窓口としての廃止後は学駅（徳島線）の入場券などの企画きっぷのみ窓口で発売し、乗車券類はみどりの券売機プラスで発売している。

## 利用状況
近年の1日平均乗車人員の推移は以下の通り。
| 乗車人員推移 | 乗車人員推移    |
| 年度         | 1日平均乗車人員 |
| ------------ | --------------- |
| 1995         | 948             |
| 1996         | 926             |
| 1997         | 866             |
| 1998         | 835             |
| 1999         | 744             |
| 2000         | 719             |
| 2001         | 707             |
| 2002         | 640             |
| 2003         | 629             |
| 2004         | 612             |
| 2005         | 621             |
| 2006         | 633             |
| 2007         | 649             |
| 2008         | 631             |
| 2009         | 571             |
| 2010         | 615             |
| 2011         | 634             |
| 2012         | 661             |
| 2013         | 683             |
| 2014         | 676             |
| 2015         | 692             |
| 2016         | 731             |

## 駅周辺
- 足湯「駅前足湯ふろいで〜」 - 駅前ロータリーに2018年7月1日開設[15][16][17]。
- ドラッグストアモリ鳴門駅前店 - かつて当駅構内だった土地を使用している。
- ファミリーロッジ旅籠屋鳴門駅前店
- 鳴門郵便局
- 大道銀天街
- 文明橋
- 鳴門ドレメファッションビジネス専門学校
- 妙見山
- 市杵島姫神社
- 恵比須神社
- 桑島八幡神社
- 高速鳴門バスストップ
- JR貨物徳島オフレールステーション
- 鳴門競艇場（通称・ボートレース鳴門）
  - スポーツパーク「UZU PARK」- 鳴門競艇場（通称・ボートレース鳴門）に併設
- 徳島県鳴門総合運動公園（鳴門・大塚スポーツパーク）
  - 陸上競技場（ポカリスエットスタジアム）
  - 野球場（オロナミンC球場）
  - 体育館（アミノバリューホール）
  - 武道館（ソイジョイ武道館）
- 鳴門市文化会館
- カトリック鳴門教会
- 国道28号
- 旧撫養街道
- 撫養川

## バス路線
駅前と国道28号沿いに「鳴門駅前」停留所があり、下記の各路線が発着する。
高速バス
- 淡路交通
  - 淡路・徳島線

路線バス
- 徳島バス
  - 鳴門線
  - 立道線
  - 鳴門公園線
  - 北泊線
  - 鳴門大麻線
  - 引田線
- 鳴門市地域バス
  - 市内循環線
  - 里浦粟津運動公園線
  - 高島線

## 隣の駅
四国旅客鉄道（JR四国）
■鳴門線
■普通（下り1本のみ）
池谷駅 (N04) ← 鳴門駅 (N10)
■普通
撫養駅 (N09) - 鳴門駅 (N10)